# Lacković (Adelsgeschlecht)
| Lacković            | Lacković |
| ------------------- | --- |
|                     | |
| Staat               | Kroatien, Ungarn, Siebenbürgen |
| Stammhaus           | Hermány |
| Titel               | Grafen, Woiwoden, Fürsten |
| Ernennungen         | Ban von Kroatien, Woiwode von Siebenbürgen, Vizekönig von Neapel, Palatin von Ungarn, Erzbischof, Fürst von Zadar, Graf von San Severino, Graf von Serra |
| Gründer             | Ladislaus – „Laczk“ |
| Aktuelles Oberhaupt | |
| Gründung            | 14. Jahrhundert |
| Aussterben          | 1420 |
|                     | |

Die Adelsfamilie Lacković (Laczkowitsch oder Laczkovich, ungarisch Lackfi oder Lackfy) war eine aristokratische Familie im spätmittelalterlichen vereinigten Kroatisch-ungarischen Königreich.

## Geschichtlicher Überblick
Die Familie stammt aus dem alten Geschlecht der Herman (ungar. Hermány), sowie, gemäß verfügbaren Quellen, der Grafen von Raabs aus Nürnberg. Die Ahnen der Familie kamen 995, zusammen mit der Herzogin Gisela von Bayern, der zukünftigen Ehefrau von König Stephan I., nach Ungarn.
Der Familiengründer war Ladislaus (Lack, Laczk oder Lacko genannt), Graf von Szeklerland (ungar. Székely) im Osten Siebenbürgens, in der ersten Hälfte des 14. Jahrhunderts. Seine Nachfolger wurden daher „die Söhne von Lacko“, das heißt Lackovići, genannt.
Als die Familie durch die „Blutige Versammlung von Križevci“ am 27. Februar 1397 Vermögen und Einfluss verloren hatte, fanden die meisten verbliebenen Mitglieder Zuflucht in der Region Kalnik-Gebirge nördlich der Stadt Križevci (deutsch: Kreutz) und integrierten sich allmählich in den lokalen Adel.

## Bekannte Angehörige der Familie waren
- Ladislaus – „Laczk“ (kroat. Ladislav, ungar. László), Graf von Szeklerland (ungar. Székelyföld) im Osten Siebenbürgens (1328–1343)
- Stephan I. (kroat. Stjepan I., ungar. István I.), Herr der Međimurje, Woiwode von Siebenbürgen (1344–1350), Ban von Kroatien, Slawonien und Dalmatien (1350–1352)
- Andreas I. (kroat. Andrija I., ungar. András I.), Woiwodevon Siebenbürgen (1352–1359), Vizekönig von Neapel (1350–1352)
- Nikolaus I. (kroat. Nikola I., ungar. Miklós I.), (Sohn von Stephan I.), Ban von Slawonien (1342–1343), Woiwode von Siebenbürgen (1367–1368)
- Dionysius I. (kroat. Dionizije I., ungar. Dénés I.), (Sohn von Ladislaus/Laczk), †1355, Bischof von Zagreb (1349–1355), Erzbischof von Kalocsa
- Stephan II., „von Čakovec“ (kroat. Stjepan II., ungar. István II.), †1397, Herr der Međimurje, Woiwode von Siebenbürgen (1372–1376), Ban von Kroatien und Dalmatien (1371–1372 und 1383–1384), Palatin von Ungarn (1387–1397) usw.
- Emmerich I. (kroat. Mirko I., ungar. Imre I.), Woiwode von Siebenbürgen (1368–1372), Ban von Kroatien, Slawonien und Dalmatien (1368), Ban von Bulgarien (1365–1366), Fürst von Zadar (1368–1369)
- Dionysius II. (kroat. Dionizije II., ungar. Dénés II.), (Sohn von Stephan I.), Woiwode von Siebenbürgen (1359–1367)
- Georg I. (kroat. Juraj I., ungar. György I.), Ban von Mačva (1392–1393)